# Куца, Мария Ивановна
Мария Ивановна Куца (5 июня 1926, Николаевка, Екатеринославский округ — 4 августа 2002, Никополь, Днепропетровская область) — советская деятельница сельского хозяйства, новатор сельскохозяйственного производства, звеньевая колхоза имени Чкалова Новомосковского района Днепропетровской области. Герой Социалистического Труда (4.03.1949). Депутат Верховного Совета УССР 3-го созыва.

## Биография
Родилась в семье крестьянина-бедняка. Получила начальное образование. Трудовую деятельность начала в колхозе имени Чкалова села Николаевки Новомосковского района Днепропетровской области. Два года училась в колхозной агрошколе. Была членом ЛКСМУ.
Работала звеньевой колхоза имени Чкалова села Николаевки Новомосковского района Днепропетровской области. Мария Избиралась депутатом и членом исполнительного комитета Днепропетровского областного совета депутатов трудящихся.
В 1949 году ей было получила звание Героя Социалистического Труда за полученный в 1948 году урожай пшеницы 30,3 центнера с гектара на площади 20 гектаров. В 1950 году собрала урожай кукурузы 102,3 центнера с гектара на площади 10 гектаров.
Потом — на пенсии в селе Николаевке Новомосковского района Днепропетровской области.

## Награды
- Герой Социалистического Труда (4.03.1949)
- три ордена Ленина (4.03.1949)
- Юбилейная медаль «20 лет независимости Украины» (19 августа 2011 года) — за значительный личный вклад в социально-экономическое, научно-техническое и культурно-образовательное развитие Украинского государства, весомые трудовые достижения и многолетний добросовестный труд[1]
- медали